# Heldentenor

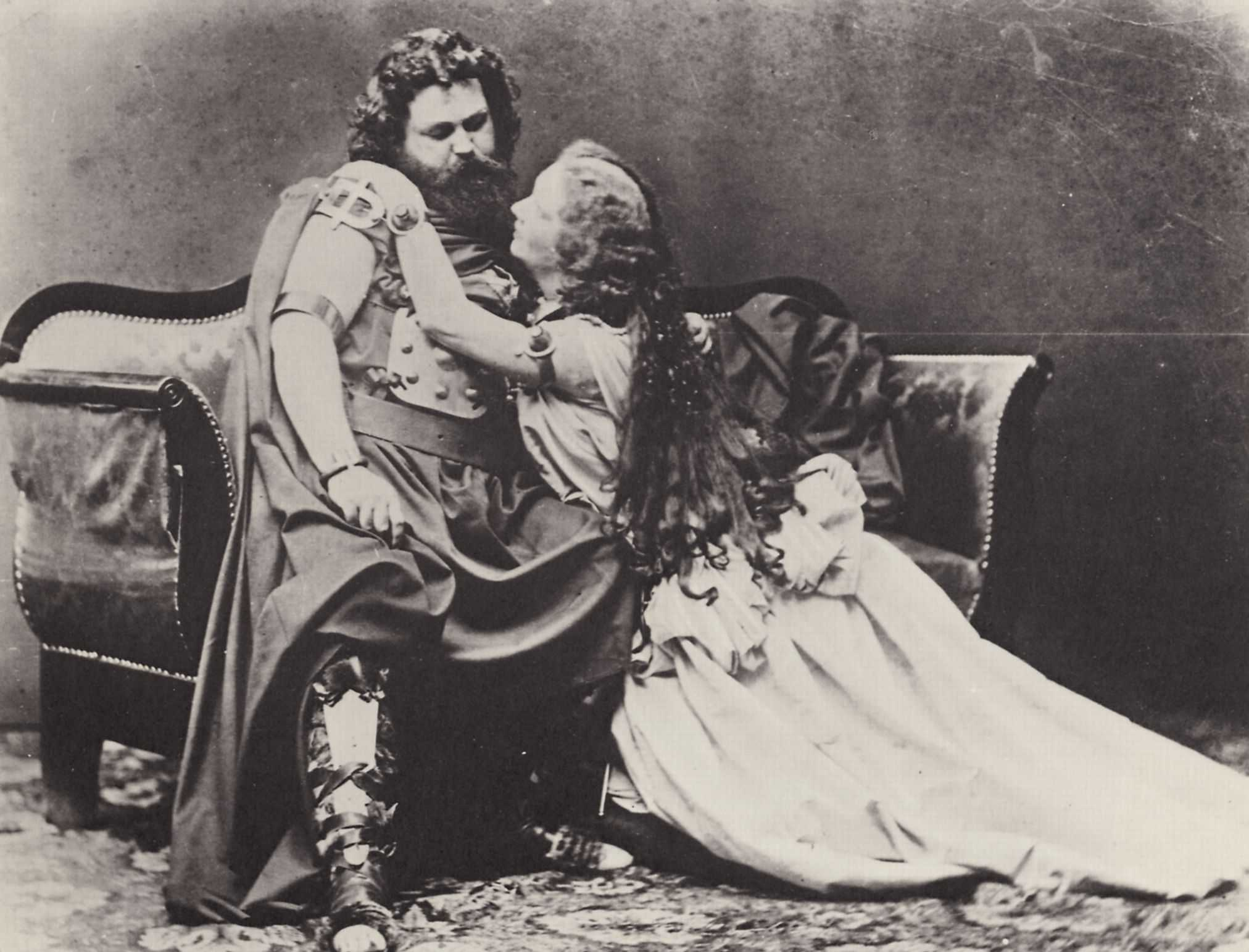
Joseph Albert : Ludwig et Malwine Schnorr von Carolsfeld dans le rôle de Tristan et Isolde, 1865, Munich.

Heldentenor (« ténor héroïque ») est un terme qui désigne les chanteurs d'opéra spécialisés, par leurs capacités vocales (souffle, endurance physique) et leur psychologie, dans les rôles les plus exigeants du répertoire de l'opéra.

## Description
Ces chanteurs sont désignés notamment pour les grands rôles wagnériens, tels que Tannhäuser, mais aussi certaines parties italiennes (Otello) ou françaises (Énée dans Les Troyens). Le ténor étant généralement l'incarnation du jeune héros positif, il n'existe pas de catégorie équivalente pour la tessiture de basse, bien que le répertoire international soit très riche en rôles de basse de grande envergure. Les Allemands désignent quelquefois par Heldenbariton (baryton héroïque) les interprètes des grands rôles de baryton-basse, quoique cette appellation se limite généralement au tenant du rôle de Wotan dans L'Anneau du Nibelung.

## Rôles
Les rôles suivants constituent une partie du répertoire des heldentenöre

### Richard Wagner
- Lohengrin, Lohengrin[1]
- Parsifal, Parsifal[2]
- Rienzi, Rienzi[3]
- Siegfried, Siegfried et Götterdämmerung[1],[4]
- Siegmund, Die Walküre[2]
- Tannhäuser, Tannhäuser[1]
- Tristan, Tristan und Isolde[5]
- Walther von Stolzing, Die Meistersinger von Nürnberg[2]

### Richard Strauss
- Aegisth, Elektra[6]
- Apollo, Daphne[7]
- Bacchus, Ariadne auf Naxos[1]
- Guntram, Guntram[4]
- Herodes, Salome[8]
- Der Kaiser (The Emperor), Die Frau ohne Schatten[4]
- Menelaus, Die ägyptische Helena[9]

### Autres
- Enée, Les Troyens (Hector Berlioz)[10]
- Florestan, Fidelio, (Ludwig van Beethoven)[1]
- Otello, Otello (Giuseppe Verdi)[5]
- Paul, Die tote Stadt (Erich Wolfgang Korngold)[2]
- Peter Grimes, Peter Grimes (Benjamin Britten)[5]
- Samson, Samson et Dalila (Camille Saint-Saëns)[3]
- Le Tambour-Major (Tambour-Major), Wozzeck (Alban Berg)[2]

## Exemples
Quelques Heldentenöre célèbres[réf. nécessaire] :
- César Vezzani
- Guy Chauvet
- Agustarello Affre
- Lauritz Melchior
- Jess Thomas
- Ramón Vinay
- Max Lorenz
- Ludwig Suthaus
- Wolfgang Windgassen
- Jon Vickers
- René Kollo
- Siegfried Jerusalem
- Ben Heppner
- Franz Völker
- James King
- Heinrich Vogl
- Set Svanholm
- Johan Botha (ténor) (en)
- Hans Hopf
- Hermann Winkelmann
- Manfred Jung
- Reiner Goldberg
- Hans Beirer
- Spass Wenkoff
- Albert Niemann
- Georg Unger
- Ernest Van Dyck